# John Street (Manhattan)
John Street es una calle del Bajo Manhattan, en Nueva York, siendo considerada una de las más antiguas de la ciudad. Durante mucho tiempo se asoció a la actividad marítima, ya que la calle discurría a lo largo de Burling Slip. El muelle se rellenó hacia 1840 y la calle se ensanchó. Además de un muelle, un almacén y una tienda de artículos de mar, en John Street se ubicaron el primer teatro permanente de la ciudad y la primera congregación metodista de Norteamérica. También fue el lugar de un conocido enfrentamiento prerrevolucionario entre los Hijos de la Libertad y los soldados británicos, que precedió en seis semanas a la Masacre de Boston.

## Historia
Debe su nombre a John Haberdinck, un acaudalado zapatero neerlandés que era propietario de los terrenos. Haberdinck legó treinta y cinco acres de "Shoemakers Field" a la Iglesia Protestante Neerlandesa Colegiada Reformada. La calle se conocía históricamente como St. John Street; el tramo entre William Street y Pearl Street también se conocía como Golden Hill, por un campo de trigo cercano.
Este fue el lugar de la batalla de Golden Hill, un enfrentamiento entre soldados británicos y los Hijos de la Libertad. El 19 de enero de 1770, casi dos meses antes de la Masacre de Boston, Isaac Sears y otros arrestaron a dos soldados que colocaban panfletos en Fly Market, al pie de Maiden Lane. Los panfletos se burlaban de los Hijos de la Libertad y de sus "postes de la libertad". Sus compañeros intentaron rescatarlos mientras otros corrían al cuartel de la calle Whitehall para dar la alarma. Al verse superados en número, los soldados se retiraron por los campos, seguidos por la multitud. Llegaron los refuerzos del cuartel, así como otros Hijos de la Libertad del campo de juego de la esquina de Broadway y John Street. La multitud se abalanzó sobre los soldados y se produjo una pelea. Llegaron más soldados con un grupo de oficiales para dispersar a la multitud antes de que la situación se descontrolara por completo, y se ordenó a los soldados que regresaran a los cuarteles. Cuatro personas recibieron cortes de bayoneta y un marinero resultó gravemente herido.
En 1793 se autorizó un ensanchamiento de John Street a la altura de Pearl Street, seguido de otro entre Pearl Street y Broadway en 1836.
El edificio Corbin, de estilo románico, situado en el número 13 de la calle, fue construido posteriormente por Austin Corbin, presidente del Ferrocarril de Long Island, en un terreno arrendado a la Iglesia Holandesa. El edificio, inscrito en el Registro Nacional de Lugares Históricos, pasó a formar parte del complejo Fulton Center en 2012 y se convirtió en un monumento designado por la ciudad de Nueva York en 2015.
El teatro John Street, situado en el número 15 de la calle, se inauguró en 1767 y fue el primer teatro permanente de la ciudad. Estaba situado a 15 metros de la calle, con una pasarela de madera cubierta desde la acera hasta las puertas. En su interior había dos niveles de palcos, un foso y una galería. Los camerinos y la sala verde se encontraban originalmente bajo el escenario. Era la base neoyorquina de la Old American Company. El teatro fue cerrado temporalmente en 1774 por la Asociación Continental, que prohibió las obras de teatro por considerarlas extravagantes y disipadas, y la compañía se marchó a Jamaica. Cuando los británicos ocuparon la ciudad, se reabrió para elevar la moral de las tropas. La pintura de escenas del comandante John André fue muy admirada. Después de la Revolución, la American Company regresó y reanudó las representaciones. George Washington visitó el teatro en 1789 para ver The School for Scandal. El edificio fue demolido en 1798; el lugar fue ocupado posteriormente por una sucursal de la Brasserie Les Halles.
Entre 1803 y 1807, el comerciante George Codwise Jr. construyó un muelle a lo largo del borde oriental de John Street, junto a Burling Slip. Se construyó con maderas de pino y cicuta talladas a mano procedentes del valle del Hudson.

## En la actualidad
Fundada en 1766 como Sociedad Wesleyana en América, la Iglesia Metodista de John Street es la congregación metodista más antigua de los Estados Unidos. La construcción de la iglesia actual, edificada en 1841, fue necesaria por el ensanchamiento de John Street. El Museo de la Capilla Wesley alberga, entre otros artefactos, el Reloj Wesley, un regalo de John Wesley en 1769. Peter Williams, que servía de sacristán, era un esclavo. La iglesia compró su libertad y Williams se convirtió en comerciante de tabaco.
En 1840, el comerciante Hickson W. Field construyó un almacén frente a Burling Slip. El 170-176 John Street Building, posiblemente uno de los dos edificios de granito de estilo renacentista que se conservan en toda la ciudad de Nueva York, se utilizó más tarde como almacén de barcos. En la década de 1980, el edificio se reconvirtió a uso residencial. Está inscrito en el Registro Nacional de Lugares Históricos y es un monumento de la ciudad de Nueva York.
El parque infantil Imagination Playground está situado en John Street, cerca del South Street Seaport. Fue diseñado por David Rockwell, del Rockwell Group, y se construyó en el emplazamiento del anterior Burling Slip.